# NK Laslovo '91
Nogometni klub Laslovo '91 hrvatski je nogometni klub iz sela Laslovo kraja Ernestinova, Osječko-baranjskoj županiji. Osnovan je 1927. godine. Trenutačno se natječe u 3. ŽNL Osječko-baranjskoj NS Osijek.

## Vanjske poveznice
- Profil, HNS Semafor